# 玉山镇 (遂平县)
玉山镇，是中华人民共和国河南省驻马店市遂平县下辖的一个乡镇级行政单位。

## 行政区划
玉山镇下辖以下地区：
玉山村、初徐村、高竹园村、黄庄村、火龙庙村、贾庄村、康庄村、刘庄村、培楼村、坡李村、苏庄村、吴寨村、吴庄村、柴庄村和悦庄村。